# 要素價格均等化
要素價格均等化（英語：Factor price equalization），又稱要素價格均等化理論（Factor-price equalization Theory）、要素價格均等化定理（The Factor-Price Equalization Theorem），經濟學理論。這個理論認為，通過國際貿易下的商品交換，各個交易國的內部生產要素價格，如工資、廠房、機器設備、原物料，將會趨於一致。這個理論是赫克歇爾-奧林模型推導出來的結果之一，1948年由保羅·薩繆爾森首次提出。
该理论指出，由于商品的国际贸易，相同的生产要素的价格，如工资率或资本租金，将在各国之间实现均衡。该定理假设有两种商品和两种生产要素，例如资本和劳动。该定理的其他关键假设是，由于商品的自由贸易，每个国家面临相同的商品价格，使用相同的生产技术，并生产两种商品。最关键的是这些假设导致各国的要素价格是平等的，而不需要要素流动，如劳动力的迁移或资本流动。对这一理论的简单总结是，当各国在走向自由贸易的过程中，产出商品的价格被均等化，那么要素（资本和劳动力）的价格也将在各国之间被均等化。因此，在两国经济一体化并有效地成为一个市场之前，无论哪种要素获得的价格最低，相对于经济中的其他要素来说，都将趋于昂贵，而那些价格最高的要素将趋于便宜。
在一个完全竞争的市场中，生产要素的收益取决于其边际生产力的价值。劳动等要素的边际生产率又取决于使用的劳动量以及资本量。当一个产业的劳动量上升时，劳动的边际生产率就会下降。当资本量上升时，劳动的边际生产率就会上升。最后，生产率的价值取决于商品在市场上的产出价格。一个经常被引用的要素价格均衡的例子是工资。当两个国家签订自由贸易协定时，两个国家相同工作的工资往往会相互接近。该结果作为赫克歇尔-奥林模型假设的结果，首次被数学证明。简单地说，该定理说，当国家之间在走向自由贸易的过程中，产出商品的价格是均衡的，那么投入要素（资本和劳动力）的价格也会在国家之间均衡。这个理论是阿巴·勒那在1933年独立发现的，但在1952年发表的时间要晚得多。